# Toni Sailer
Anton Engelbert Toni Sailer (Kitzbühel, 17 november 1935 – Innsbruck, 24 augustus 2009) was een Oostenrijks oud-alpineskiër en filmacteur. In zijn skicarrière die van 1946 tot 1958 liep boekte hij zo'n 170 overwinningen op de vier alpineski disciplines.
Sailer was eenmaal deelnemer op de Winterspelen (in 1956), die tevens als Wereldkampioenschappen alpineskiën golden. Hij werd olympisch kampioen (en wereldkampioen) op de disciplines afdaling, reuzenslalom en slalom. Hij was hiermee de eerste persoon die drie gouden medaille in het alpineskiën won, en de vijfde persoon die op één Olympische Spelen drie gouden medailles behaalde. Hij werd tevens wereldkampioen op de combinatie, de enige discipline zonder olympische status. Op de wereldkampioenschappen in 1958 evenaarde hij bijna deze prestatie. Op de slalom moest hij zijn meerdere erkennen in zijn landgenoot Josef Rieder, op de andere drie disciplines werd hij weer wereldkampioen.
Als acteur was Sailer na 1957 in 25 filmkomedies en televisieseries te zien, en bracht hij als schlagerzanger 18 grammofoonplaten op de markt.
Van 1972 tot 1976 vervulde hij de functie van technisch-directeur en hoofdtrainer bij de Österreichischer Skiverband (OSV). Later werd hij midden jaren 80 wedstrijdleider bij de Hahnenkammrennen in Kitzbühel, een functie die hij tot 2006 vervulde. Daarnaast was hij ook actief als technisch directeur bij de FIS bij diverse internationale wedstrijden, en was hij adviseur voor menige organisator van skiwedstrijden.
Op maandagavond 24 augustus 2009 overleed Toni Sailer aan strottenhoofdkanker, op 73-jarige leeftijd. Hij liet een weduwe na en een zoon van zijn vorige huwelijk.

## Kampioenschappen
1948: Henri Oreiller ·
1952: Zeno Colò ·
1956: Toni Sailer ·
1960: Jean Vuarnet ·
1964: Egon Zimmermann ·
1968: Jean-Claude Killy ·
1972: Bernhard Russi ·
1976: Franz Klammer ·
1980: Leonhard Stock ·
1984: Bill Johnson ·
1988: Pirmin Zurbriggen ·
1992: Patrick Ortlieb ·
1994: Tommy Moe ·
1998: Jean-Luc Crétier ·
2002: Fritz Strobl ·
2006: Antoine Dénériaz ·
2010: Didier Défago ·
2014: Matthias Mayer ·
2018: Aksel Lund Svindal ·
2022: Beat Feuz
1948: Edy Reinalter ·
1952: Othmar Schneider ·
1956: Toni Sailer ·
1960: Ernst Hinterseer ·
1964: Josef Stiegler ·
1968: Jean-Claude Killy ·
1972: Francisco Fernández Ochoa ·
1976: Piero Gros ·
1980: Ingemar Stenmark ·
1984: Phil Mahre ·
1988: Alberto Tomba ·
1992: Finn Christian Jagge ·
1994: Thomas Stangassinger ·
1998: Hans Petter Buraas ·
2002: Jean-Pierre Vidal ·
2006: Benjamin Raich ·
2010: Giuliano Razzoli ·
2014: Mario Matt ·
2018: André Myhrer ·
2022: Clément Noël
1952: Stein Eriksen ·
1956: Toni Sailer ·
1960: Roger Staub ·
1964: François Bonlieu ·
1968: Jean-Claude Killy ·
1972: Gustav Thöni ·
1976: Heini Hemmi ·
1980: Ingemar Stenmark ·
1984: Max Julen ·
1988: Alberto Tomba ·
1992: Alberto Tomba ·
1994: Markus Wasmeier ·
1998: Hermann Maier ·
2002: Stephan Eberharter ·
2006: Benjamin Raich ·
2010: Carlo Janka ·
2014: Ted Ligety ·
2018: Marcel Hirscher ·
2022: Marco Odermatt
- Bibliothèque nationale de France: cb140434173 (data)
- CiNii: DA15488149
- Gemeinsame Normdatei: 122363736
- International Standard Name Identifier: 0000 0000 7840 3425
- Library of Congress Control Number: n2009054165
- MusicBrainz: f5b25a48-8572-48ba-acae-dc910dbe5e0c
- Bibliotheek van het Japanse parlement: 00525801
- Nationale Bibliotheek van Tsjechië: skuk0004962
- Nederlandse Thesaurus van Auteursnamen: 073567671
- Virtual International Authority File: 29734014
- WorldCat: E39PBJpJcXv86D8hy9TBwHBwYP